# Град

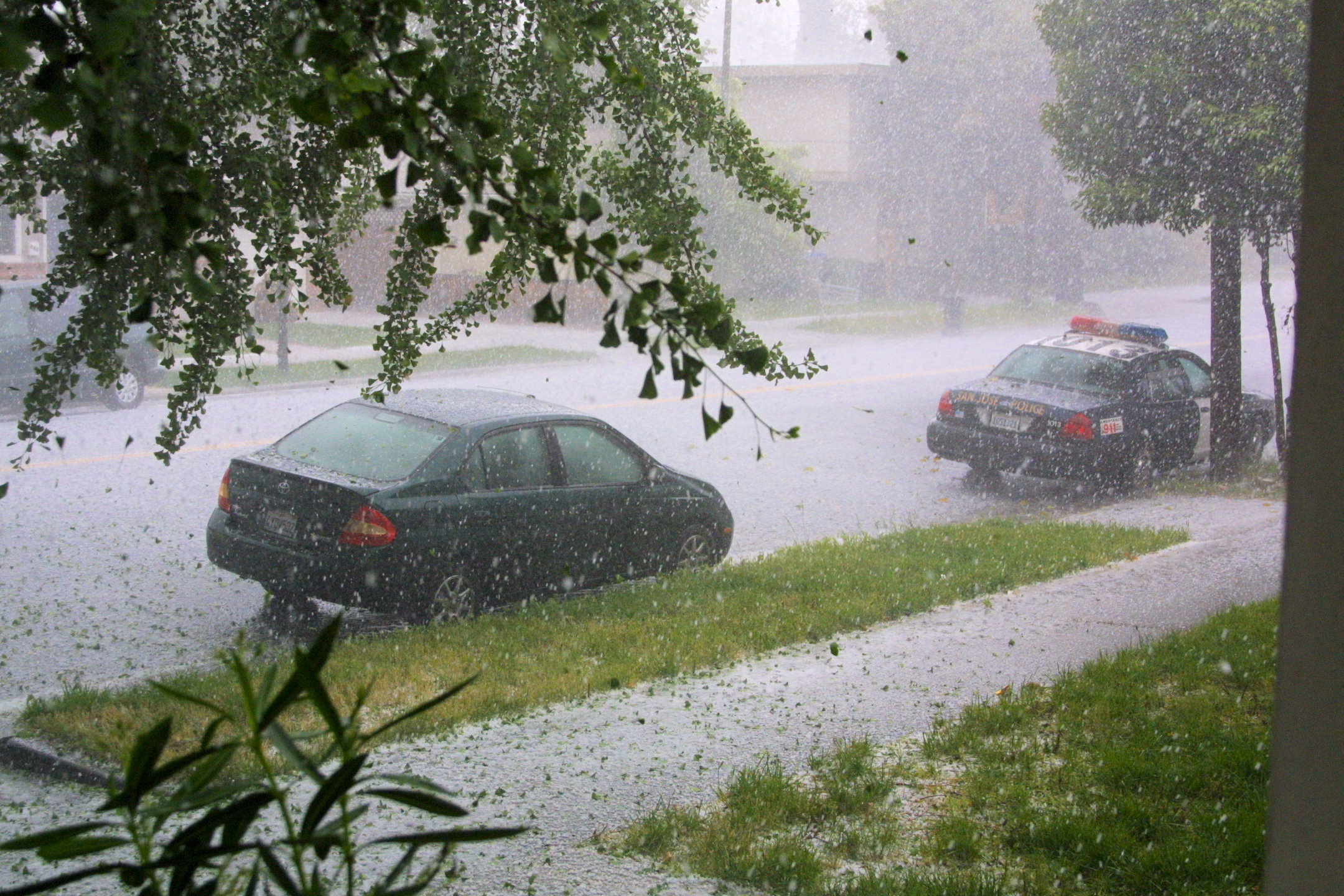
Град

Град — опади у вигляді крижаних ядер кульоподібної форми або часток криги (градини) діаметром від 5 до 50 мм, інколи більше, що випадають ізольовано або в вигляді неправильних комплексів. Градини утворюються лише з прозорої криги або декількох її прошарків товщиною не менше 1  мм, які чергуються з напівпрозорими прошарками.
Опади у вигляді граду спостерігаються зазвичай у випадку сильних гроз влітку, коли температура повітря біля поверхні землі не нижча 20 °C. Найчастіше град проходить вузькою (не більше 10 км), проте довгою (інколи на сотні кілометрів) смугою.

## Механізм утворення

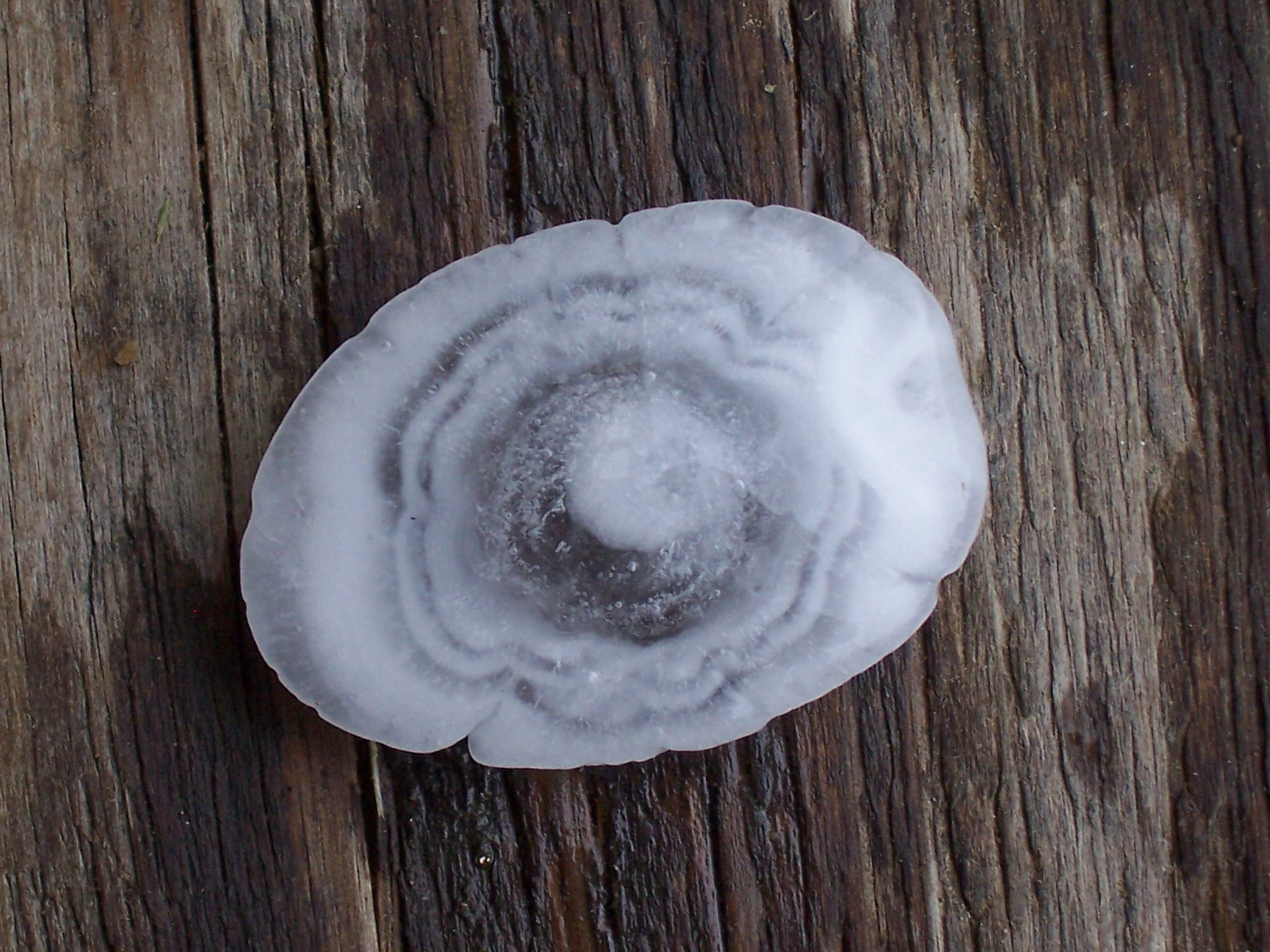
Велика градина з концентричними кільцями.

Гіпотези про утворення граду ще в першій половині XVII століття будував Декарт. Проте наукову теорію градових процесів і способів дії на них створили фізики разом з метеорологами лише в середині XX століття.
Град утворюється в потужній купчасто-дощовій хмарі за сильних висхідних потоків повітря. Їхня швидкість зазвичай перевищує 15 м/с. На цих потоках утримуються великі переохолоджені (до -10—20 °C) краплини води. Чим вище, тим менша швидкість повітряних потоків і тим важче їм втримувати краплі. На висоті 8—10 км, де температура сягає -35— -40 °C, краплі замерзають, утворюючи крижані частинки — зародки градин. Вдаряючись одна в одну, зіштовхуючись з переохолодженими краплями, які ще не встигли замерзнути, вони приморожують їх до себе, товстіють, важчають і спускаються в нижчі хмари, де переохолоджених крапель ще більше. Щоб набрати в діаметрі 1  см, кожна градина повинна зробити близько 100 мільйонів зіткнень з хмаровими краплями. Далі випадання граду відбувається лавиноподібно. За лічені хвилини град покриває землю крижаними кульками шаром 5—7 см. В районі Кисловодська в 1965 році випав град, що покрив землю шаром 75 см.

## Розміри граду
Розміри градин бувають різними. Зазвичай на себе звертають увагу найбільші. Наприклад, в Індії і Китаї відомі випадки падіння з неба крижаних брил вагою 2—3 кг. В 1961 році на півночі Індії важка крижана брила вбила слона. В помірних широтах спостерігали градини вагою близько кілограма. Так, у Воронежі град розбив черепицю на даху будинку та пробив металевий дах автобуса.
Одна з градин, сфотографована в США, мала діаметр 12 см і довжину по колу 40 см, а її вага становила 700 г. У Франції зафіксовані подовжені градини величиною приблизно в долоню (15Х9 см). Вага окремих градин сягала 1 200 г. Таких градин випадало 5—8 на 1 м². Проте це виняткові випадки. Зазвичай градини діаметром понад 25 мм рідкісні.

## Небезпека та збитки

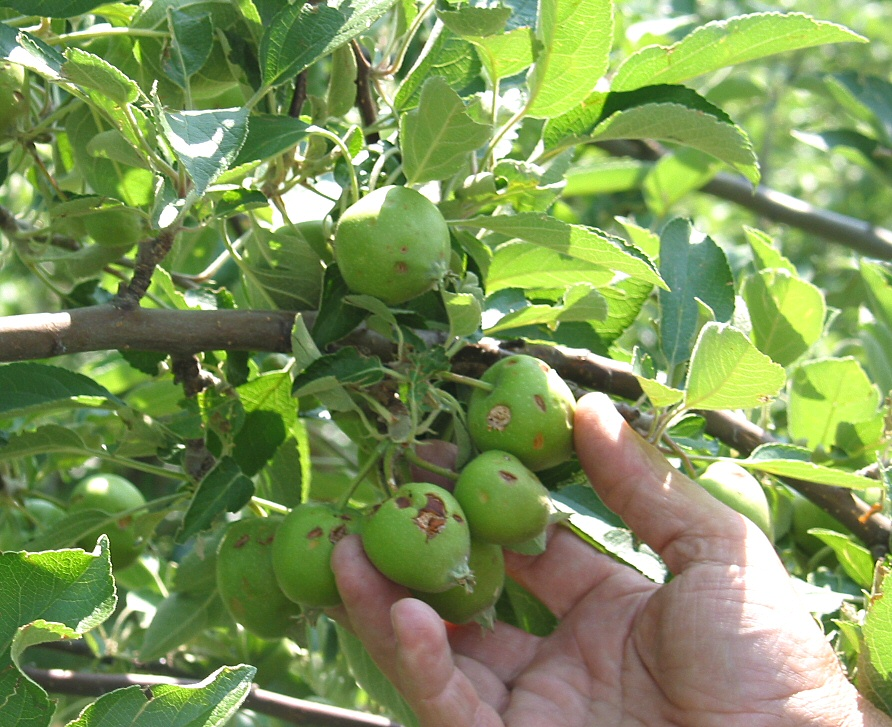
Пошкодження на зав'язях яблуні, завдані градом.

Град ламає виноградні лози та гілки фруктових дерев, збиває з них плоди, знищує посіви зернових, ламає стебла соняшника і кукурудзи, вибиває тютюнові та баштанові плантації. Не рідко від ударів градин гине домашня птиця та дрібна, а інколи й велика рогата худоба. У деяких господарствах практикують страхування рослин і худоби від граду, при цьому заздалегідь обговорюють різні типи ушкодження, яких може завдати град.
У східній частині штату Колорадо (США) опади граду відбуваються близько шести разів на рік, що спричиняє значні збитки. Часто падає град також на Північному Кавказі, в Грузії, Вірменії, гірських районах Середньої Азії. В 1939 році метеостанція Нальчика повідомляла:

«З 9-го на 10-те червня 1939 року… випав град величиною з куряче яйце… В результаті загинуло понад 60 тисяч га пшениці і біля 4 тисяч га інших культур; було вбито біля 2 тисяч овець.»

### Зернові культури
На ранніх стадіях розвитку зернової рослини град може розірвати листкову пазуху та прищемити остюки колоса, які там лежать. Якщо таке трапилося, то з подальшим розвитком стебла нижня частина колоса витягується вгору, що своєю чергою призводить до викривлення усього колоса, але іноді колос і зовсім не виходить із листкової пазухи. Град є найнебезпечнішим для зернових на пізніх стадіях розвитку рослини: під час колосіння та особливо під час дозрівання зерна. Великі градини можуть вибити з колоса по кілька зерен, але зазвичай сліди від граду залишаються непомітними на колосі (винятком є пшениця, яка є дуже уразливою культурою). Коли град уражає стебло, яке несе колос, воно засихає та обламується, тому втрачається весь колос. Надалі менші пагони від того ж кореня (які не несуть колосів) рясно розростаються, проте якщо літо не достатньо довге, ці пагони не встигають заколоситися та дозріти (винятком є ячмінь, пагони якого можуть швидко розвиватися та дозрівати). У такому випадку їх можна хіба що скосити та використовувати як сухий корм для худоби.
Крупа та дрібний град не чинять шкоди зерновим, якщо падають на рослину прямо, що можна спостерігати у безвітряну погоду. Проте у вітряну погоду градини уражають рослину збоку, у цьому разі стебло зазвичай хилиться додолу чи ламається. Тривалий дощ після граду теж сильно шкодить зерновим культурам.
Найуразливішими до граду культурами є пшениця, овес, озиме жито.

### Авіація
Відомі випадки, коли великі градини серйозно пошкоджували повітряні судна, що перебували у зоні грози. Отож літаки мають уникати грозови хмар попри те, що зараз більшість літаків оснащена радаром. Градини добре відбивають випромінювання радара, тому їх легко задетектувати, коли їх опромінюють напряму. Проте коли на шляху між градом і літаком іде сильний дощ, то сигнал, відбитий від граду, послаблюється, що може ввести в оману пілота.

## Запобіжні заходи
З другої половини 20 ст. люди почали використовувати засів хмар, щоб убезпечитися від граду. У період з 1965 до 2005 року програми запобігання градові розгорнуто у 15 країнах світу.